# Pseudoxenos erynnidis
Pseudoxenos erynnidis är en insektsart som beskrevs av Pierce 1911. Pseudoxenos erynnidis ingår i släktet Pseudoxenos och familjen stekelvridvingar. Inga underarter finns listade i Catalogue of Life.